# Al-Anfal
Al-Anfal "Os Espólios" (Em árabe: سورة الأنفال) é a oitava sura do Alcorão, com 75 ayats. É classificada como uma sura Medinan, compilada depois da Batalha de Badr. Ela forma um par com a próximo sura, At-Tawba.